# Tytanium
Tytanium — дебютный студийный альбом американского хардкор-рэпера Sonny Seeza, выпущенный 19 мая 2009 года лейблом Iceman Music Group. Альбом был спродюсирован The Alchemist, Agallah и другими.
В записи альбома приняли участие Steven King, Agallah, Greg Valentine из группы All City, Tracy «Sunshine» Woodall, Killah Priest, Tae G, Cybil.

## Предыстория
Tytanium был более похож на микстейп из старых и новых песен, чем на альбом. Это не было тем, чем это намеревалось быть. Из-за расхождений с компанией и их ошибки, Sonny Seeza был вынужден выпустить этот альбом. Из-за недостатка средств для рекламы альбом остался незамеченным.

## Список композиций
1. «Sonny Seeza Intro» — 0:17
2. «Romp» — 4:36
3. «Question #3 (Skit)» — 0:08
4. «It’s Hot Down Here» (feat. Steven King) — 2:57
5. «Tonight» (feat. Greg Valentine) — 1:51
6. «In Here I Am (SuperHeroSonny’s Theme)» — 3:24
7. «Dat Muzik» — 2:30
8. «Find Out» — 2:38
9. «Highway of Life» (feat. Agallah, Greg Valentine & Sunshine W) — 3:02
10. «Reelin 'Em In» — 2:15
11. «Lot’s of Faith (The Recipe)» (feat. Killah Priest)- 3:04
12. «Gravy» (feat. Agallah) — 3:01
13. «See More Gains Intro» — 0:17
14. «We Got Next» (feat. Steven King) — 2:45
15. «Where You At?» (feat. Tae G & Cybil) (1998) — 3:43
16. «OvaAchievas» — 2:18
17. «Ohh!» — 2:42
18. «SharkZindaTANK» (feat. Steven King) — 1:49
19. «CerealWarZ» — 3:49
20. «Brooklyn» (feat. Agallah) — 3:57
21. «Automatics» (feat. Steven King) — 3:21
22. «Fire (S.I.T.G.) (Interlude)» (1998) — 1:27
23. «Blow Up (Excerpt)» — 0:27
24. «Ha! Ha!» — 3:55
25. «Let’s Just (Interlude)» — 1:08
26. «Drunk & High» — 2:52
27. «Find Out (Outro)» — 0:39
28. «Hidden Track»: CerealWarZ (Full Version) — 5:06

## Сэмплы
В треке «CerealWarZ» был использован диалог из популярной в 70-х годах рекламы хлопьев для завтрака «Life». В 1978 году эти хлопья были выпущены с новым ароматом корицы и по сюжету новой рекламы двое мальчиков, братья Майкл и Томми, отказываются попробовать новые хлопья, они решают предложить их своему младшему брату Майки, на их удивление Майки с удовольствием ест новые хлопья.